# Johan Anegrund
Johan Anegrund, né le 31 mars 1973, est un footballeur suédois, qui évoluait au poste de défenseur central à l'IFK Göteborg, au Västra Frölunda IF et à l'Örgryte IS ainsi qu'en équipe de Suède.
Anegrund n'a marqué aucun but lors de son unique sélection avec l'équipe de Suède en 1998. 

## Carrière
- 1990-1997 : IFK Göteborg
- 1998 : Västra Frölunda IF
- 1999 : IFK Göteborg
- 2000-2006 : Örgryte IS

### Palmarès

#### En équipe nationale
- 1 sélection et 0 but avec l'équipe de Suède en 1998.

### Avec l'IFK Göteborg
- Vainqueur du Championnat de Suède de football en 1990, 1991, 1993, 1994, 1995 et 1996.
- Vainqueur de la Coupe de Suède de football en 1991.

### Avec Örgryte IS
- Vainqueur de la Coupe de Suède de football en 2000.